# Distrito congresual at-large de Dakota del Sur
El distrito congresual at-large de Dakota del SUr es un distrito congresual que elige a un Representante para la Cámara de Representantes de los Estados Unidos por el estado de Dakota del Sur. El distrito congresional abarca a todo el estado de Dakota del Sur. Según la Oficina del Censo, en 2011 el distrito tenía una población de 807 697 habitantes.

## Demografía
Según la Oficina del Censo de los Estados Unidos, en 2011 había 807 697 personas residiendo en el Distrito Congresional At-large. De los 807 697 habitantes, el distrito estaba compuesto por 712 940 (88.3%) blancos; de esos, 697 042 (86.3%) eran blancos no latinos o hispanos. Además 9 347 (1.2%) eran afroamericanos o negros, 69 154 (8.6%) eran nativos de Alaska o amerindios, 7 672 (0.9%) eran asiáticos, 197 (0%) eran nativos de Hawái o isleños del Pacífico, 6 834 (0.8%) eran de otras razas y 17 451 (2.2%) pertenecían a dos o más razas. Del total de la población 21 539 (2.7%) eran hispanos o latinos de cualquier raza; 14 779 (1.8%) eran de ascendencia mexicana, 1 380 (0.2%) puertorriqueña y 110 (0%) cubana. Además del inglés, 712 (2%) personas mayor a cinco años de edad hablaban español perfectamente.
El número total de hogares en el distrito era de 318 466, y el 65.3% eran familias en la cual el 29.3 tenían menores de 18 años de edad viviendo con ellos. De todas las familias viviendo en el distrito, solamente el 51.7% eran matrimonios. Del total de hogares en el distrito, el 5.4 eran parejas que no estaban casadas, mientras que el 0.3% eran parejas del mismo sexo. El promedio de personas por hogar era de 2.43. 
En 2011 los ingresos medios por hogar en el distrito congresional eran de US$48 321, y los ingresos medios por familia eran de US$73 401. Los hogares que no formaban una familia tenían unos ingresos de US$112 536. El salario promedio de tiempo completo para los hombres era de US$40 285 frente a los US$31 329 para las mujeres. La renta per cápita para el distrito era de US$24 701. Alrededor del 9.6% de la población estaban por debajo del umbral de pobreza.